# Medalha da Força de Emergência das Nações Unidas
A Medalha da Força de Emergência das Nações Unidas (em inglês:  United Nations Emergency Force Medal) foi uma medalha de serviço das Nações Unidas pelo serviço prestado na Força de Emergência das Nações Unidas (UNEF) entre 7 de novembro de 1956 e 19 de maio de 1967.

## História
Em 1956, o Egito entrou em conflito com as forças combinadas de Israel, França e Reino Unido resultando na Crise de Suez. A pressão política combinada dos Estados Unidos e da União Soviética resultou na retirada das forças francesas, britânicas e israelenses do território egípcio e na cessação das hostilidades.
Para manter a paz, as Nações Unidas estabeleceram a sua primeira força de manutenção da paz: a Força de Emergência das Nações Unidas (UNEF), com uma força autorizada de 6.073 homens. Brasil, Canadá, Colômbia, Dinamarca, Finlândia, Índia, Indonésia, Noruega, Suécia e Iugoslávia forneceram tropas para servir na UNEF.
Uma medalha da ONU foi criada para premiar as tropas que serviram na missão, sendo concedida por 90 dias de serviço consecutivo na UNEF entre 7 de novembro de 1956 a 17 de junho de 1967. A medalha era agraciada no momento da partida de rotação do contingente.

## Aparência
A medalha da UNEF, de aparência semelhante a outras medalhas das Nações Unidas, é uma medalha circular de liga de bronze, com 35mm de diâmetro. O anverso representa o emblema oficial das Nações Unidas com acréscimo das letras curvas "UNEF" e um mapa-múndi orientado a partir do pólo norte. O reverso é liso e com a inscrição em relevo "A Serviço da Paz" (em inglês:  In the Service of Peace). Essa medalha não tem barra e nem pós-nominais. A fita tem um fundo amarelo de cor de areia, simbolizando o Sinai com uma ampla faixa central azul da ONU. Duas linhas finas em azul escuro e verde aparecem em cada extremidade da fita, o azul representando o Canal de Suez e o verde, o Vale do Nilo.